# NHK旭川放送局
43°46′17″N 142°21′36″E / 43.77139°N 142.36000°E
NHK旭川放送局（日语：／ Enueichikei Asahikawa Hōsōkyoku */?），又译NHK旭川广播电视台，是日本放送協會位於北海道旭川市，負責主管NHK在北海道上川、留萌、宗谷、空知北部地區事務的地方广播电视台（放送局）。

## 外部連結
- 官方网站 （日語）